# Blason populaire
On appelle blason populaire une courte formule souvent rimée, un nom, un simple adjectif, qui sert à qualifier plaisamment les habitants d'une commune, d'un village ou d'un hameau. D'une manière plus générale, en ethnologie, « blason populaire » désigne tout stéréotype attribué à un lieu ou une ethnie.

## Présentation
Le blason est en général attribué par les habitants des communes voisines, à titre de moquerie. Dans plusieurs langues régionales, il s'agissait d'ensoter (Lorraine) ou d'assoter (Normandie et Picardie), c'est-à-dire de rendre sot. Un blason est quelque petite sentence ou quelque motet de souhait et dévotion en peu de paroles bien ordonnées et surtout à double entente.
Les raisons de ces qualificatifs sont extrêmement variables, soit simplement euphoniques, le nom de la commune constituant le point de départ, on se contente de lui appliquer un adjectif en rapport et qui rime ; soit par un fait historique, soit par une particularité géographique, ou encore une activité dominante ou un goût supposé des habitants pour telle ou telle chose. Lorsqu'il s'y prête, le nom de la commune est utilisé pour générer un jeu de mots ou un calembour.
En Lorraine-Ouest, on rassemblait quelquefois les sobriquets d'un secteur géographique pour composer les paroles d'une parodie de chant catholique. Cet «évangile des ivrognes» était chanté à la fin du repas de la fête patronale afin de se moquer des habitants des villages voisins.
Certains blasons collectifs englobaient plusieurs villages.
Existant dans toutes les régions, ils étaient le plus souvent dans la langue ou le dialecte local.
Parfois, les habitants d'une commune revendique leur blason populaire avec fierté et peuvent aller jusqu'à le transformer en gentilé officiel comme c'est le cas des Cafrans au Tholy (Vosges), des Forfelets de Corcieux (Vosges), des Loups de Cirey-sur-Vezouze ou encore des Culs brûlés d'Olley.

### Une forme d'humour populaire parfois du goût des plus grands
Lorsqu'il séjourna à Metz en 1547 et 1548, Rabelais apporta sa contribution aux sentences sarcastiques. Il écrivit, ou reprit à son compte : à Tou, il y a autant de Fou que de Pierre. Pour son jeu de mots, il utilisa à dessein l'habitude lorraine consistant à élider la dernière consonne d'un nom. Il fallait donc comprendre : à Toul, il y a autant (de distance) de Foug que de Pierre-la-Treiche, deux communes de la périphérie de Toul.

## Exemples

### Blasons rimés
- En Languedoc, la terminaison en -ona (-onne) donne lieu au modèle Soi de Carcassona (Narbona, etc)/ Lo que me prèsta que me dona (« Je suis de Carcassonne, Narbonne, etc. celui qui me prête me donne »)

### Particularités physiques
- Mont-Dol : les ventres jaunes, zone de marais où les gens étaient censés avoir un teint maladif.

### Particularités géographiques
- La ville de Hastingues (Landes) située sur un mamelon rocheux en forme d'escargot, a valu a ses habitants le surnom de Carcolhs (« escargots » en gascon).
- Vézelise (Meurthe-et-Moselle) est situé au fond de la vallée étroite du Brénon ce qui lui vaut le surnom de "pot-de-chambre-de-la-Lorraine".

### Faits-divers
- Pleine-Fougères : les masses. À la suite de l'assassinat d'un voyageur à coups de masses, vers 1825.
- Plusieurs villages de Gascogne : semaires d'agulhas, « semeurs d'aiguilles » (ils auraient semé des aiguilles dans l'espoir de les voir pousser en quantités).
- Lorsque la Reine de France Marie Leczinska venait au château de Lunéville visiter son père, il lui arrivait de faire une promenade à pieds et de traverser le village voisin d'Hériménil (Meurthe-et-Moselle). Pensant sans doute qu'il serait plus prestigieux d'être français plutôt que lorrains, les habitants du village demandèrent à la reine d'intercéder auprès de Louis XV pour qu'Hériménil devienne français. La reine transmis la demande à son mari qui accéda au vœu des villageois. Ceux-ci ignoraient probablement qu'en cas d'annexion, la règle était de maintenir le droit coutumier local et d'y superposer le droit français. La règle valant aussi pour le droit fiscal, les habitants ne tardèrent pas à déchanter quand on leur réclama les impôts français en plus des impôts lorrains. Goguenards, les villages voisins rebaptisèrent la commune : Hériménil-en-France.

### Activités professionnelles
- Ossun (Pyrénées-Atlantiques) : Beurraires d'Ossun, grana culoto e petit cuu (« Fabricants de beurre d'Ossun, grande culotte et petit cul », allusion supplémentaire au costume traditionnel porté jusqu'au milieu du XIXe siècle qui comportait une grande culotte bouffante, et rime.
- Guérande (Loire-Atlantique) : Les culs salés, à cause des marais salants, qui ont pendant des siècles fait la fortune de la ville. Ce terme s'applique également aux habitants des autres villes et villages de la presqu'île guérandaise où est pratiquée l'exploitation du sel.
- Juvelize (Moselle) : Lés fèyous d'peühh, « les faiseurs de puits ». Le village étant situé sur une couche de sel gemme affleurante, les « gabelous » suspectaient les habitants de creuser des puits non pas pour s'alimenter en eau douce mais pour récolter la saumure et se procurer illégalement du sel.
- Burtoncourt (Moselle) : Les beurions ou « beurre de canard ». C'était le nom lorrain de la sécrétion jaunâtre qui s'écoule des yeux chassieux, maladie très fréquente dans les siècles passés à proximité des sites de production de chaux.
- Chamagne (Vosges) est la patrie des mentoux (menteurs), surnom donné aux colporteurs originaires de la commune qui vendaient des contes illustrés par l'imagerie d'Épinal. Dans le langage populaire, ces contes étaient appelés des mentries (menteries) et par conséquent, ceux qui les vendaient étaient forcément des mentoux d'où le surnom des habitants de Chamagne[3].

#### Foires commerciales
En Lorraine romane, beaucoup de toponymes se terminent par viller ou villers. Dans la langue locale, viller se dit lé et veau se dit vé. L'euphonie Rambiellé, têtes de vés devint évidente (Rambervillers, têtes de veaux). C'est ainsi qu'a été créée la Foire aux Têtes de Veau, qui perdure au XXIe siècle. Au Val d'Ajol, l'andouille indiquant la supposée bêtise locale a également donné lieu à une foire commerciale renommée. Le même esprit burlesque a donné naissance à la confrérie du taste-andouille.

### Animaux
Comme dans les fables de La Fontaine, les noms d'animaux qui affublent de nombreuses communautés sont choisis pour ce qu'ils symbolisent. Les taureaux pour leur brutalité, les loups pour leur âpreté, les fourmis pour leur acharnement au travail et leur agressivité, les cochons pour leur saleté et leur appétit avide, les hannetons pour « leur inutilité », les guêpes pour leur méchanceté... La chèvre était considérée comme la vache du pauvre et symbolisait le dénuement. Parfois, le nom d'animal cache un jeu de mots. En Lorrain-roman, on rencontre souvent le sobriquet bocawé qui signifie têtard, surnom à priori insignifiant mais si on sépare le mot en deux : bo cawé, cela signifie alors crapaud petite-queue. On se moque ainsi de la virilité. On ne peut pas terminer ce paragraphe sans évoquer la sentence la plus connue de France : Parigots têtes de veaux, Parisiens têtes de chiens.
- Montbrison : les ânes. En présence du roi François 1er en 1536, le bailli s'emberlificota dans son discours, interrompu par les braiments d'un âne ; le roi dit alors « Messieurs, parlez l'un après l'autre ».

### Alimentation
Goût des habitants pour certains mets.
- Lectoure (Gers) : limacayres (amateurs d'escargots).
- Moulins-lès-Metz (Moselle) : les minjous d' chache, « les mangeurs de tarte ». La tarte de Metz était une pâtisserie réputée.
- On peut lire dans "Chronique de Metz 900-1552", à la page 1473 : Et m'a dit le sieur Maguin qu'il appelloient les Messins "Criquelins" pour ce qu'ils se servoient lors à boire, de petites cruches de terre de Cologne, dites à Mets (Metz) et en Lorraine des Crucques plustost que de verre.

### Religion
- Pommerieux (Moselle), les vol-farine, du nom vernaculaire de tenebrio molitor, un coléoptère dont le ver est un parasite de la farine. Ce nom était utilisé comme injure à l'égard des huguenots réfugiés dans la République de Metz.
- Verny (Moselle), les Aboyeurs. Là ce sont les protestants qui injurient les catholiques.
- Albestroff (Moselle) : les Mamelouks. Ce sont les protestants d'une première immigration qui blasonnent ceux d'une seconde vague.
- Neuves-Maisons (Meurthe-et-Moselle), les Mésanges. Cet oiseau ayant souvent le dessus de la tête noir faisant penser à une calotte, son nom est utilisé ici pour se moquer des paroissiens jugés trop assidus à l'église, autrement dit des « calotins ».
- Chaligny (Meurthe-et-Moselle), les Paquants, ceux qui manquent de ferveur catholique. Cette commune étant voisine de la précédente, il pourrait s'agir d'une sorte de réponse du berger à la bergère ! Selon les notes personnelles d'un prêtre du secteur, un paquant était un catholique qui n'allait à l'église que le jour de Pâques, soit le strict minimum pour ne pas être exclu de la communauté[3].
- La loi de séparation de l'Église et de l'État en 1905 et les affrontements qu'elle provoqua à Saint-Gorgon (Vosges) est à l'origine du sobriquet local : « les riches en gloire », version lorraine des nobles gueux[3]. On attribue ces surnoms à ceux qui défendent une cause qui les dépasse.

### Maladies chroniques et épidémies
L'alimentation à peine suffisante et l'hygiène souvent déplorable provoquaient de nombreuses maladies auxquelles s'ajoutaient de fréquentes épidémies. Ces problèmes sanitaires sont à l'origine de nombreux sobriquets. Les « grosses gorges » indiquent la présence de goitre. Les « courtes oreilles » et les « pattes d'oiseaux » sont en relation avec la lèpre. « Grêlés » et « bosselés » qualifient des visages marqués par la variole (petite vérole). Le teint ou les excréments gris indiquent des épidémies de choléra. La couleur rouge indique de la scarlatine. Les victimes de maladies pulmonaires étaient surnommées les Souffleurs. 

### Histoire
Après la guerre de Trente Ans, la Lorraine était très fortement dépeuplée. Les autorités encouragèrent la migration venant de France afin de repeupler les villages abandonnés. Ce qui donna « les Picards » à Desseling (Moselle) ; « les Bourguignons » à Hardancourt (Vosges) ; « les Fagnats » à Fillières (Meurthe-et-Moselle) originaires de Fagnes en Belgique. Cette guerre est à l'origine de bien d'autres sobriquets : « les dix-neuf » de Badménil-aux-Bois parce que c'est tout ce qui restait de ce village, en comptant les habitants et les maisons. Les « crevés de faim » de Château-Salins où fut jugé une femme affamée surprise en flagrant délit de cannibalisme. Les « pattes en l'air de Vaubexy » parce que les défenseurs du château furent facilement culbutés par les Français.
Après l'annexion de 1871, les habitants de Neufvillage (Moselle) demandèrent à l'autorité allemande l'autorisation de continuer à parler français au motif qu'ils ne connaissaient pas la langue de l'occupant mais... la supplique était rédigée en allemand. Les habitants ont alors été surnommés « les perdus ».

### Des noms de communes provocants
Quand on trouve dans un même secteur géographique de la Moselle des noms de villages comme Guermange, Pettoncourt, Chicourt et Torcheville, il ne faut pas s'étonner que les sobriquets soient scatologiques. De même, quand la commune s'appelle Bruley (Meurthe-et-Moselle), inutile d'expliquer pourquoi ses habitants sont surnommés les Trop-cuits ni à Benney (Meurthe-et-Moselle), pourquoi on y rencontre des innocents.

### La bêtise humaine avérée ou supposée

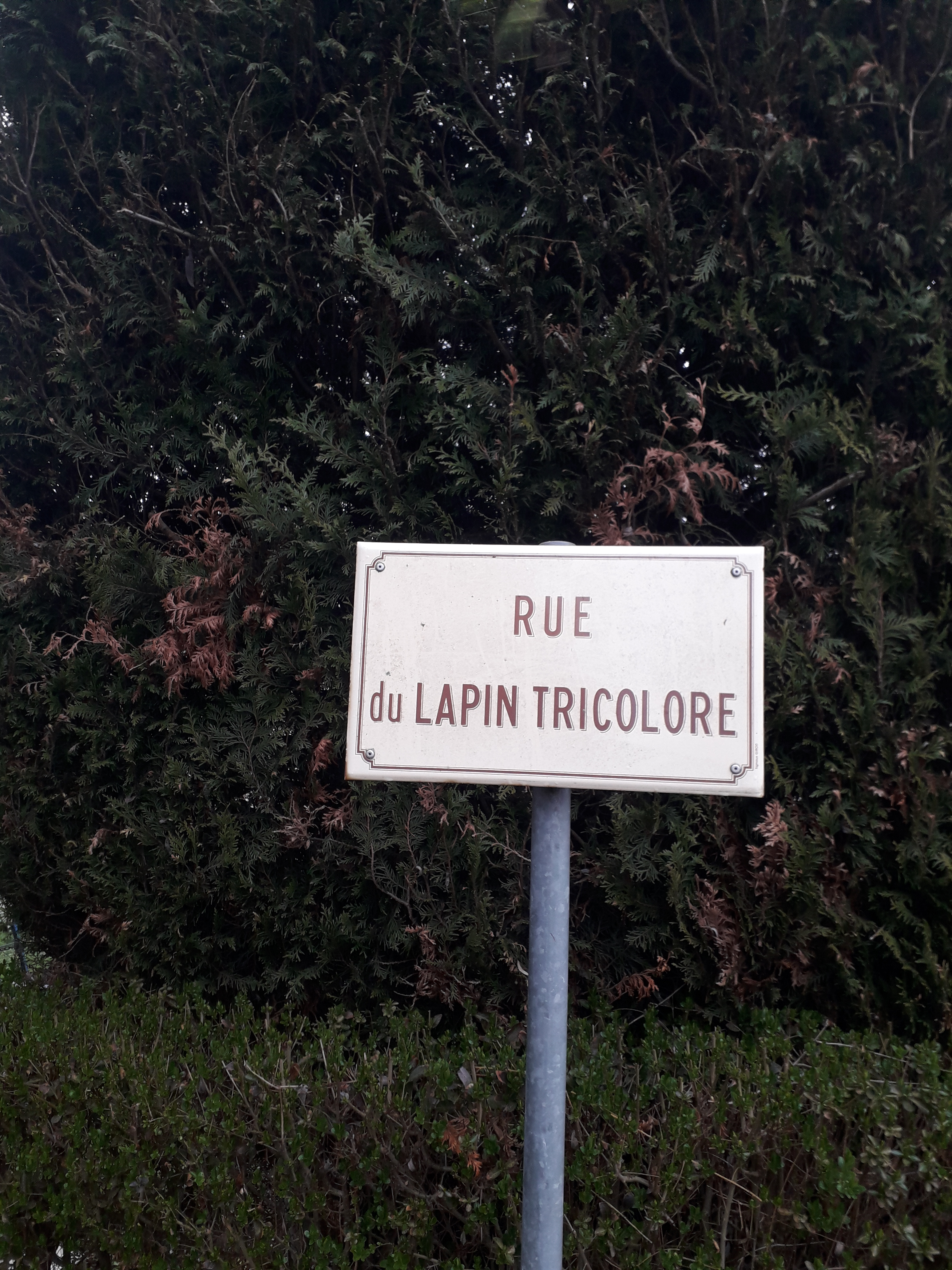
Titre d'un conte de Fraimbois devenu odonyme officiel.

La sentence suivante serait incompréhensible sans traduction : Niederhof (Moselle), la corde au cou qui a étranglé 35 crapauds. On se moque ainsi de « l'exploit » d'un moine local qui a exorcisé 35 crapauds en agitant son étole (la corde au cou). Est-il besoin de commenter ? 
Le plus souvent, il n'est nul besoin de fait avéré pour attribuer des sobriquets cruels ou des quolibets désopilants. Certaines communes étaient la cible privilégiée de ces attaques rarement bienveillantes. Jean Vartier les appelle « les villages du rire ». Fraimbois (Meurthe-et-Moselle) était l'un d'eux quand un instituteur local publia à la fin du XIXe siècle une série de cartes postales contenant chacune un conte de Fraimbois en patois lorrain. Dans la plupart des cas, le conte mettait en scène un habitant qui résolvait un problème à l'aide d'une solution burlesque. L'opération connut un immense succès ce qui accentua encore la piètre réputation du village ; mais ses habitants savent prendre les choses avec philosophie. Aujourd'hui, la commune comporte plusieurs noms de rues tirés du titre de l'un de ces contes et la rue principale du village porte le nom de l'auteur de ces fables, ce qui démontre un réel sens de l'humour.

### Sobriquets officialisés, commercialisés ou revendiqués

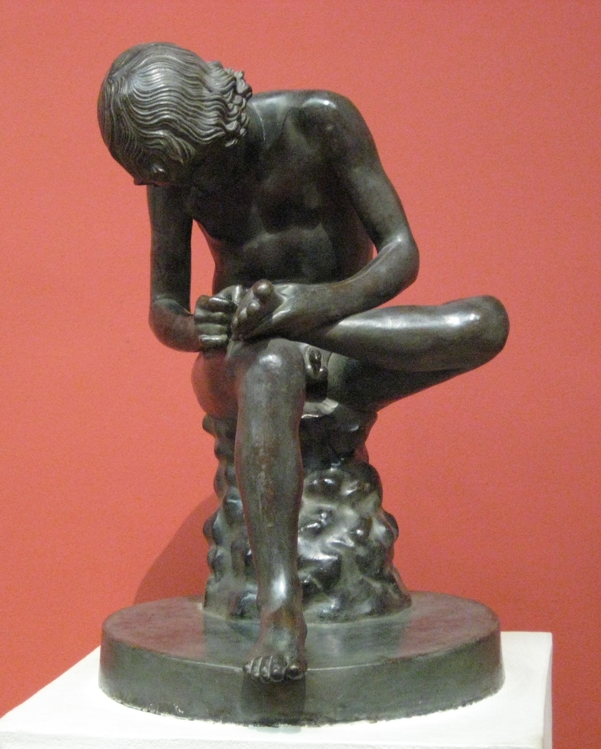
Statue du Pinau, l'enfant à l'épine, ornant une fontaine à Épinal

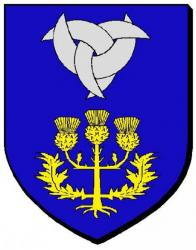
blason de Ligny-en-Barrois contenant des chardons, ou bouzats dans la langue locale

Certaines communes revendiquent avec fierté leur blason populaire et vont parfois jusqu'à l'officialiser directement ou indirectement. À Haillainville (Vosges), le blason officiel de la commune contient une fourmi et un cheval. Les habitants étaient surnommés les fourmis et les herrs. Il y avait également une sentence : à Haillainville, il vaut mieux être cheval que femme de herr. (Les herrs étaient de prétendus riches laboureurs qui se livraient à une compétition pour avoir le plus bel attelage. On disait qu'ils soignaient mieux leurs chevaux que leurs épouses).
- Les habitants du Tholy (Vosges) étaient surnommés les Cafrans et ceux de Corcieux (Vosges) les Forfelets. Dans les deux cas, ces blasons populaires sont devenus gentilés officiels.
- À Harréville (Haute-Marne), le village avait la réputation d'être le berceau des colporteurs qui sillonnaient la région en chantant un cantique à la gloire de saint Hubert afin de vendre des images le représentant[3]. Tout naturellement, ces marchands ambulants furent surnommés «les chanteurs d'Harréville». Depuis 1908, le village a pris officiellement le nom d'Harréville-les-Chanteurs.
- À Rambervillers (Vosges), on a su transformer la sentence Rambiélé, têtes de vés (Rambervillers, têtes de veaux) en une foire commerciale à la tête de veau qui dure depuis bien longtemps. De même au Val-d'Ajol (Vosges) où les andouilles sont passées du statut de sobriquet infamant à celui de spécialité locale incontournable.
- À Olley (Meurthe-et-Moselle), les habitants se sont prononcé par référendum en 2024 en faveur de l'officialisation de leur sobriquet en gentilé : les culs brûlés.
- À Épinal (Vosges), le toponyme patois est Pinau ou Pinaud, et les habitants sont tout naturellement les Pinaudreyes ou Pinaudrés. La ville a donc orné une fontaine avec la statue du Pinau, éponyme patois.
- À Ligny-en-Barrois (Meuse), le blason de la ville contient 3 chardons. On ne sait si c'est le blason qui est à l'origine du sobriquet les Bouzats, chardon en patois local, ou si inversement, la ville a choisi cet emblème en référence au sobriquet.